# Wittigsthal

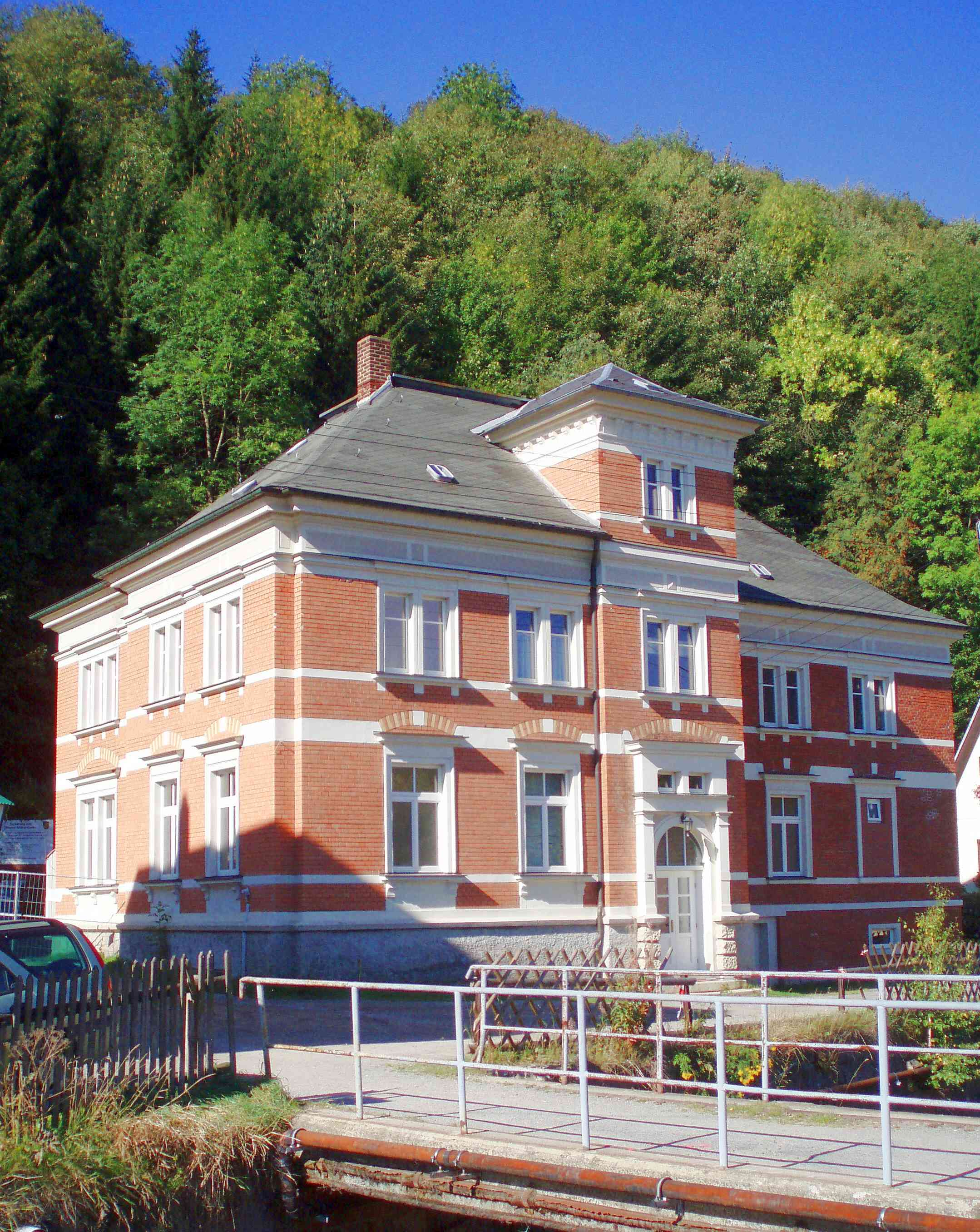
Früheres Gemeindeamt Wittigsthal

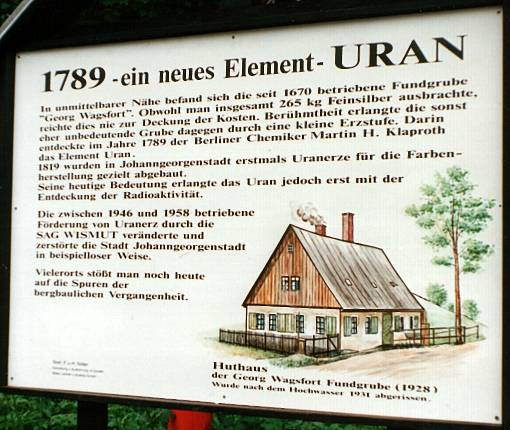
Fundort der Erzstufe von 1789 aus Pechblende

Wittigsthal ist ein Stadtteil von Johanngeorgenstadt im Erzgebirgskreis im Erzgebirge. Bekannt ist heute der Ort, der unmittelbar entlang der deutsch-tschechischen Grenze an der Einmündung des Breitenbachtals in das Tal des vom Fichtelberg kommenden Schwarzwassers liegt, durch den Grenzübergang nach Tschechien.
Zu erreichen ist Wittigsthal mit der Eisenbahn über Zwickau–Aue–Schwarzenberg–Johanngeorgenstadt und mit dem Kraftfahrzeug über die Staatsstraße 272 Schwarzenberg–Johanngeorgenstadt oder Eibenstock–Johanngeorgenstadt sowie aus Tschechien über die Grenze.

## Geschichte
Die Gründung des Ortes geht auf ein Wohnhaus zurück, dessen Errichtung die Besitzer des Eisenhammers Breitenbach, darunter Daniel Zobel, 1628 beim Kurfürsten Johann Georg I. von Sachsen unmittelbar ihrem Hammerwerk gegenüber auf kursächsischer Seite beantragten. Später legte dort Caspar Wittich mit Genehmigung des Kurfürsten von Sachsen am 28. Mai 1651 ein Hammerwerk an.
Das Hammerwerk erhielt 1662 weitgehende Privilegien, besonders eigene Gerichtsbarkeit, „um die unbändigen Hammmerburschen besser im Zaume zu halten“. Bis zur Weihe der Kirche in Johanngeorgenstadt wurden in  einem Betsaal des Hammerwerks Gottesdienste abgehalten. Der Hammer, dessen Besitzer mehrfach wechselten, blieb bis 1824 in gleichem Betrieb. Carl Gotthilf Nestler, Besitzer Nestler des Eisenhammerwerks, errichtete nach 1826 in der zu Johanngeorgenstadt gehörenden Haberlandmühle am Schwarzwasser nach englischem Vorbild ein Blechwalzwerk. Hierfür verwendete er die aus Schlesien stammenden Anlagen, die für das Eisenhammerwerk Schönheiderhammer bestimmt waren und dort wegen Konkurses nicht verwendet wurden. Das Walzen des Eisenblechs war gegenüber dem bisherigen Hämmern effizienter, brachte homogenere und maßhaltigere Bleche hervor.
Nach Nestlers Tode wurde das Eisenwerk von 1864 zehn Jahre lang von der Erbengemeinschaft weitergeführt. 1875 kaufte C. E. Guido Breitfeld das Werk. Er ließ neue Anlagen errichten und übertrug die Leitung seinem einzigen Sohne E. R. Breitfeld. Durch den 1883 erfolgten Bau der Eisenbahnlinie Schwarzenberg—Johanngeorgenstadt 1883 wurde der Weiterbetrieb des Werkes wieder rentabel. Zu ihm gehören das Herrenhaus, das mit nach 1990 abgerissenen Wirtschaftsgebäuden einen geschlossenen Hof bildete, zwei größere Brettsägewerke, wovon das jüngste 1885 erbaut wurde, die Eisengießerei mit mehreren Betrieben, die 1888 bis 1889 zum Teil neuerbaut und bedeutend vergrößert wurden, zwei Pachtgüter, von denen eines abbrannte, mehrere Arbeiterhäuser, zu denen 1889 größere Neubauten von Werkswohnungen hinzukamen. Da das Hammerwerk zur Hälfte diesseits, zur Hälfte jenseits der deutsch-böhmischen Grenze lag, wo freie Wasserkräfte zur Verfügung standen, war eine Ausdehnung nach beiden Seiten mit Eisenbahnanschluss möglich.

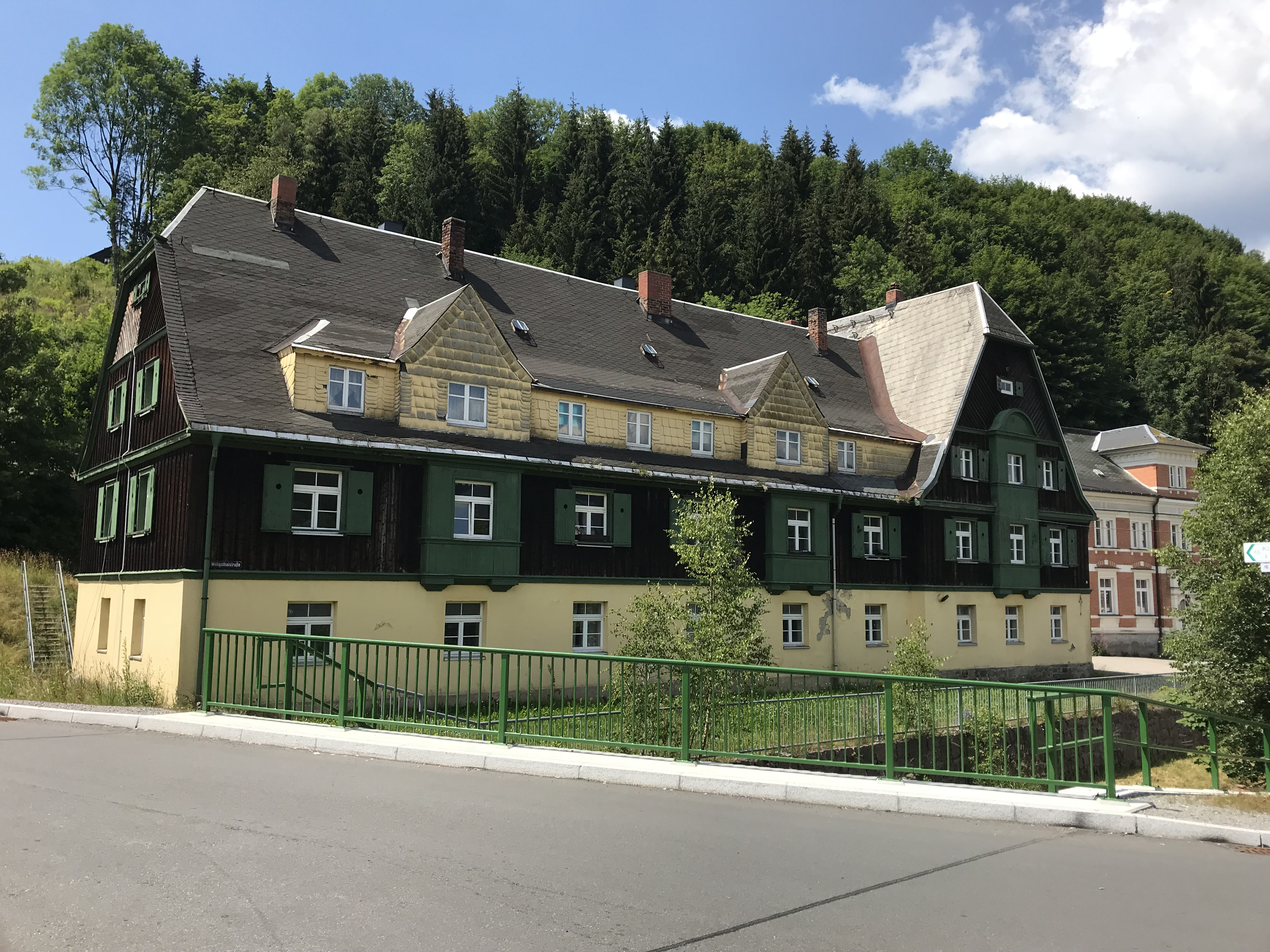
2021 abgerissenes Wohngebäude im Heimatstil, sogenannte Brauerei

Bis zum Ersten Weltkrieg erlangte das Werk durch seine Leistungen Weltruf. Während der Blütezeit wurde schmiedebarer Guss für Maschinen-, Werkzeug-, Stick-, Strick-, Nähmaschinen-, landwirtschaftliche Geräte-, Wasch- und Wringmaschinenfabriken, ferner Guss für Wagen- und Eisenbahnwaggonbau und als Spezialität Militärhufeisen hergestellt. Beginnend um das Jahr 1913 wurden Dauerbrandöfen erzeugt, die fortan den Produktionsschwerpunkt über mehrere Jahrzehnte bildeten. Das Eisenwerk Wittigsthal wurde mehrfach durch Preise ausgezeichnet, erstmalig 1835 in Dresden und 1901 in Wien. Nach dem Ersten Weltkrieg wurde das Werk 1924 in eine Aktiengesellschaft umgewandelt, die zu Beginn der 1930er Jahre zum Erliegen kam. Ernst Schleitzer übernahm das Eisenwerk Wittigsthal und gründete eine Kommanditgesellschaft, die 1972 verstaatlicht wurde. Noch heute besteht die Eisenwerk Wittigsthal GmbH als traditioneller Hersteller emaillierter Badeöfen.
1935 wurde Wittigsthal gemeinsam mit Jugel nach Johanngeorgenstadt eingemeindet. Die schulische Eingliederung von Wittigsthal nach Johanngeorgenstadt war bereits 1871 nach einem dreißigjährigen Kampf erfolgt, um ein vom Hammerwerk unabhängiges Schulwesen nach gesetzliches Vorgaben zu schaffen.

## Persönlichkeiten
- Carl Gotthilf Nestler (1789–1864), Hammerherr
- Helmut Ullmann (1930–1991), Bauingenieur und Architekt